# Spooner Oldham
Dewey Lindon "Spooner" Oldham (Center Star, Alabama, 14 de junio de 1943) es un compositor y músico de sesión estadounidense. Como organista, grabó en Muscle Shoals, Alabama y en FAME Studios canciones de R&B de notable éxito como «When a Man Loves a Woman» de Percy Sledge, «Mustang Sally» de Wilson Pickett y «I Never Loved Man» de Aretha Franklin. 
Como compositor, Oldham hizo equipo con Dan Penn para escribir canciones como «Cry Like a Baby», «The Box Tops», «I'm Your Puppet», «A Woman Left Lonely» y «It Tears Me Up».

## Biografía
Nacido en Center Star, Alabama, Oldham comenzó a tocar el piano en varios grupos durante sus años de escuela. Estudió en la Universidad de Alabama del Norte, pero al poco tiempo comenzó a tocar en los FAME Studios. En 1967, se trasladó a Memphis e hizo equipo con Penn en los Chips Moman American Studios.
Oldham se trasladó posteriormente a Los Ángeles y continuó siendo un músico de sesión muy solicitado, trabajando y grabando con una larga lista de artistas entre los que se incluyen Bob Dylan, Delaney Bramlett, Willy DeVille, Joe Cocker, Hacienda Brothers, Linda Ronstadt, Jackson Browne, Everly Brothers, Dickey Betts, Cat Power, J. J. Cale y Frank Black.
Trabajó también con frecuencia como músico de sesión con Neil Young a partir de la grabación en 1992 de Harvest Moon. Oldham también aparece en el largometraje Neil Young: Heart of Gold y respaldó a Crosby, Stills, Nash & Young en la gira Freedom of Speech Tour de 2006.
En 2007, Oldham salió de gira con el grupo Drive-By Truckers, y un año después, participó en la grabación de Last Days at the Lodge, el tercer trabajo de estudio del cantante de folk Amos Lee. 
El 4 de abril de 2009, Oldham fue introducido en el Salón de la Fama del Rock and Roll. En mayo de 2011, respaldó a Pegi Young en una breve gira por California. 